# 다이아몬드-딥비그 모형

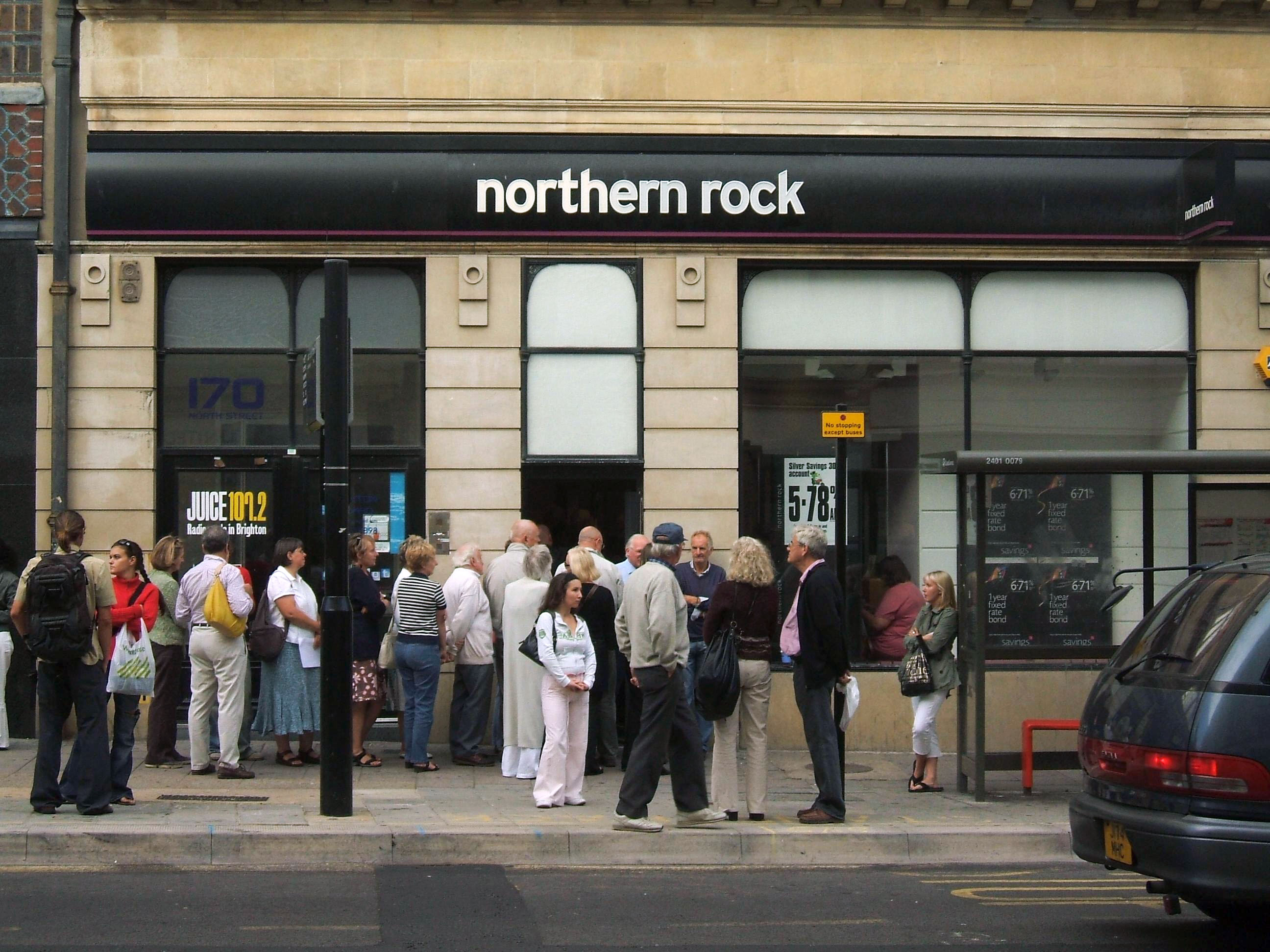
영국 은행인 노던 록에 대한 2007년 뱅크런

다이아몬드-딥비그 모형(영어: Diamond–Dybvig model)은 뱅크런과 관련 금융위기의 영향력 있는 경제 모형이다. 이 모형은 은행의 비유동성 자산(예: 기업 또는 모기지 대출)과 유동성 부채(언제든지 인출할 수 있는 예금)의 조합이 예금자들 사이에서 자기실현적 공황을 어떻게 일으킬 수 있는지를 보여준다. 더글러스 다이아몬드와 필립 H. 딥비그는 벤 버냉키와 함께 다이아몬드-딥비그 모형에 대한 연구로 2022년 노벨 경제학상을 수상했다.

## 이론
이 모형은 시카고 대학교의 더글러스 W. 다이아몬드와 당시 예일 대학교의 필립 H. 딥비그가 1983년 논문 "뱅크런, 예금보험, 유동성"에서 발표했다. 이 모형은 장기 자산과 단기 부채를 가진 기관이 어떻게 불안정할 수 있는지를 보여준다. 비슷한 기본 개념이 19세기 영국 은행 학파의 금융위기 이론의 일부를 형성했었다.

### 모형의 구조
다이아몬드와 딥비그의 논문은 기업 투자가 미래의 수익을 얻기 위해 현재의 지출을 요구하는 경우가 많다고 지적한다. 따라서 그들은 긴 만기(즉, 낮은 유동성)의 대출을 선호한다. 동일한 원칙이 집이나 자동차와 같은 고가 품목을 구매하기 위한 자금 조달을 원하는 개인에게도 적용된다. 반면에 개인 저축자(가계와 기업 모두)는 예상치 못한 지출로 인해 갑작스럽고 예측 불가능한 현금 수요를 가질 수 있다. 따라서 그들은 예금에 즉시 접근할 수 있도록 허용하는 유동성 계좌를 요구한다(즉, 그들은 단기 만기 예금 계좌를 중요하게 여긴다).
이 모형의 은행들은 유동성 계좌에 예금하는 것을 선호하는 저축자들과 장기 만기 대출을 받는 것을 선호하는 차입자들 사이의 중개자 역할을 한다. 통상적인 상황에서 은행은 많은 개별 예금으로부터 자금을 차입자들에게 대출로 전달함으로써 귀중한 서비스를 제공할 수 있다. 개별 예금자들은 갑자기 자금에 즉시 접근해야 할 필요가 있다는 것을 알기 때문에 직접 이러한 대출을 할 수 없을 수도 있는 반면, 기업의 투자는 미래에만 수익을 낼 것이다(게다가, 많은 다른 예금자로부터 자금을 모음으로써 은행은 예금자들이 기업에 직접 대출하기 위해 지불해야 할 거래 비용을 절약하는 데 도움을 준다). 은행은 양측 모두에게 귀중한 서비스(기업이 원하는 장기 대출과 예금자가 원하는 유동성 계좌 제공)를 제공하므로, 예금에 지불하는 이자율보다 대출에 더 높은 이자율을 부과하여 그 차이로 이익을 얻을 수 있다.

### 모형의 내쉬 균형
다이아몬드와 딥비그는 통상적인 상황에서 저축자들의 예측 불가능한 현금 수요는 무작위적일 가능성이 높다고 지적한다. 이는 예금자들의 수요가 그들의 개별적인 상황을 반영하기 때문이다. 예금자들의 현금 수요가 동시에 발생할 가능성이 낮기 때문에 은행은 많은 다른 출처로부터 예금을 받음으로써 모든 예금자들이 언제든지 전체 예금을 인출할 권리가 있음에도 불구하고 단기적으로는 소액의 인출만 예상한다. 따라서 은행은 장기적으로 대출을 할 수 있으며, 인출을 원하는 예금자들에게 지급하기 위해 상대적으로 소액의 현금만 보유하고 있을 수 있다.
그러나 다른 결과도 가능하다. 은행은 장기적으로 대출을 하기 때문에 대출을 빨리 회수할 수 없다. 그리고 대출을 회수하려고 해도 차입자들은 빨리 갚을 수 없을 것이다. 왜냐하면 그들의 대출은 가정상 장기 투자를 위한 것이었기 때문이다. 따라서 모든 예금자가 동시에 자금을 인출하려고 하면, 은행은 모든 예금자에게 지불할 수 있기 훨씬 전에 돈이 바닥날 것이다. 은행은 돈을 요구하는 첫 예금자들에게는 지불할 수 있겠지만, 다른 모든 예금자들도 인출하려고 하면 은행은 파산하고 마지막 예금자들은 아무것도 받지 못하게 될 것이다.
이는 건전한 은행조차도 잠재적으로 공황, 즉 일반적으로 뱅크런이라고 불리는 상황에 취약하다는 것을 의미한다. 만약 어떤 예금자가 다른 모든 예금자가 자금을 인출할 것이라고 예상한다면, 은행의 장기 대출이 수익성이 있을 것인지 여부는 중요하지 않다. 예금자에게 유일한 합리적인 대응은 다른 예금자들이 인출하기 전에 서둘러 자신의 예금을 인출하는 것이다. 다시 말해, 다이아몬드-딥비그 모형은 뱅크런을 일종의 자기실현적 예언으로 본다. 각 예금자가 자금을 인출할 유인은 다른 예금자들이 무엇을 할 것으로 예상하는지에 달려 있다. 충분한 수의 예금자들이 다른 예금자들이 자금을 인출할 것이라고 예상한다면, 그들 모두는 먼저 줄을 서서 자금을 인출할 유인을 갖게 된다.

## 정책적 시사점
실제로 부분지급준비제도 때문에 뱅크런에 직면한 은행들은 보통 폐쇄되고 더 이상 인출을 허용하지 않는다.
그러나 다이아몬드와 딥비그는 기간당 총 실제 지출 필요 금액이 확실히 알려지지 않는 한, 환급 중단이 뱅크런을 막는 최적의 메커니즘이 될 수 없다고 주장한다. 대신, 그들은 뱅크런을 막는 더 나은 방법은 정부나 중앙은행이 보증하는 예금보험이라고 주장한다. 이러한 보험은 뱅크런이 발생할 경우 예금자의 손실 전부 또는 일부를 지급한다. 예금자들이 뱅크런이 발생하더라도 돈을 돌려받을 수 있다는 것을 알면 뱅크런에 참여할 이유가 없다.
따라서 충분한 예금보험은 뱅크런의 가능성을 제거할 수 있다. 원칙적으로 예금보험 프로그램을 유지하는 데 정부의 비용이 많이 들지 않을 것이다. 뱅크런이 방지되는 한, 예금보험은 실제로 지급될 필요가 없을 것이기 때문이다. 그러나 IMF 워킹 페이퍼는 위기 상황에서 예금보험의 효과에 의문을 제기했다.

### 미국 경제사 사례
대공황 시기 뱅크런 사태 이후 미국 예금보험공사가 설립되면서 미국에서는 뱅크런이 훨씬 드물어졌다. 반면에 예금보험 제도는 도덕적 해이로 이어질 가능성이 높다. 즉, 은행 파산으로부터 예금자를 보호함으로써 예금자들이 돈을 예치할 곳을 선택하는 데 덜 신중하게 만들고, 따라서 은행이 신중하게 대출할 유인을 줄어들게 한다.

## 같이 보기
- 자산-부채 불일치
- 조정 게임
- 유동성 선호
- 화폐 수요
- 선스팟 균형

## 더 읽어보기
- Diamond DW, Dybvig PH (1983). 《Bank runs, deposit insurance, and liquidity》. 《Journal of Political Economy》 91. 401–419쪽. CiteSeerX 10.1.1.434.6020. doi:10.1086/261155. JSTOR 1837095. S2CID 14214187. Reprinted (2000) Fed Res Bank Mn Q Rev 24 (1), 14–23.
- Diamond DW (2007). 《Banks and liquidity creation: a simple exposition of the Diamond-Dybvig model》 (PDF). 《Fed Res Bank Richmond Econ Q》 93. 189–200쪽. 2012년 5월 13일에 원본 문서 (PDF)에서 보존된 문서. 2008년 10월 17일에 확인함.
- Johnson, Simon; Ahlander, Johan (2022년 10월 10일). “Banking crisis breakthroughs win Nobel economics prize for Bernanke, Diamond, Dybvig”. 《Reuters》. 2022년 10월 11일에 확인함.